# June Lodge
June Lodge (1 december 1958) is een reggae-zangeres, die begin jaren 80 een grote hit scoorde met Someone loves you honey.
June Lodge is in Groot-Brittannië geboren, maar groeide grotendeels op in Jamaica. Haar vader is Jamaicaans, haar moeder Brits. In Jamaica maakte ze kennis met de reggae-muziek.
Op school trad ze voor het eerst op als zangeres, maar zelf zag ze meer in een carrière als kunstenaar of actrice. Pas toen ze een relatie kreeg met een componist, stapte ze in de muziek. In 1980 nam ze het lied Someone loves you honey op samen met Prince Mohammed. Het nummer werd vooral in Nederland een grote hit, waar het de nummer 1-positie haalde en de best verkochte single van 1982 was. In hetzelfde jaar scoorde ze nog een #6-hit met More than I can say.
June bracht hierna nog 9 albums uit, maar heeft sindsdien geen hits meer gescoord.

## Discografie

### Albums
| Album met eventuele hitnotering(en) in de Nederlandse Album Top 100 | Datum van verschijnen | Datum van binnenkomst | Hoogste positie | Aantal weken | Opmerkingen |
| ------------------------------------------------------------------- | --------------------- | --------------------- | --------------- | ------------ | ----------- |
| Someone loves you honey                                             | 1982                  | 31-07-1982            | 5               | 14           |             |

### Singles
| Single met eventuele hitnotering(en) in de Nederlandse Top 40 | Datum van verschijnen | Datum van binnenkomst | Hoogste positie | Aantal weken | Opmerkingen                                 |
| ------------------------------------------------------------- | --------------------- | --------------------- | --------------- | ------------ | ------------------------------------------- |
| Someone loves you honey                                       | 1982                  | 12-06-1982            | 1(6wk)          | 16           | met Prince Mohammed / Hit van het jaar 1982 |
| More than I can say                                           | 1982                  | 02-10-1982            | 6               | 6            |                                             |

| Single met hitnotering(en) in de Vlaamse Ultratop 50 | Datum van verschijnen | Datum van binnenkomst | Hoogste positie | Aantal weken | Opmerkingen                                 |
| ---------------------------------------------------- | --------------------- | --------------------- | --------------- | ------------ | ------------------------------------------- |
| Someone loves you honey                              | 1982                  | 10-07-1982            | 1               | 13           | met Prince Mohammed / Hit van het jaar 1982 |
| More than I can say                                  | 1982                  | 16-10-1982            | 10              | 6            |                                             |

### NPO Radio 2 Top 2000
| Nummer met noteringen in de NPO Radio 2 Top 2000 | '99  | '00  | '01  |
| ------------------------------------------------ | ---- | ---- | ---- |
| Someone Loves You Honey (met Prince Mohammed)    | 1575 | 1904 | 1821 |

1. ↑  Een vetgedrukt getal geeft de hoogste notering aan.
2. ↑  Deze tabel is bijgewerkt tot en met de laatste editie (2024).

- Bibliothèque nationale de France: cb13896746h (data)
- International Standard Name Identifier: 0000 0001 2025 1198
- MusicBrainz: 211a9129-4d32-4586-b40e-6c4b9f389ea8
- Virtual International Authority File: 46947028